# 10771 Ouro Prêto
10771 Ouro Preto è un asteroide della fascia principale. Scoperto nel 1990, presenta un'orbita caratterizzata da un semiasse maggiore pari a 3,0264587 UA e da un'eccentricità di 0,1944736, inclinata di 12,16348° rispetto all'eclittica.